# Mycetophagus ater
Mycétophage
Espèce
Synonymes
- Tritoma ater Reitter, 1879[1].
- Tritoma jaroslawensis Semenov, 1898[1].

Mycetophagus ater est une espèce d'insectes coléoptères de la famille des Mycetophagidae et du genre Mycetophagus. Son épithète spécifique provient du latin ater (« noir », « obscur ») et fait référence à sa coloration générale non tachée, un caractère morphologique déterminant de même que ses élytres présentant une gouttière latérale assez large. Que ce soit aux stades larvaire ou adulte, il est associé aux arbres en décomposition des forêts anciennes, se nourrissant principalement des Polypores et de leur pourriture fibreuse. Présent de la France à l'Est de la Sibérie, il est considéré comme une espèce remarquable, relictuelle et parapluie de la forêt primaire de feuillus européenne. 

## Description

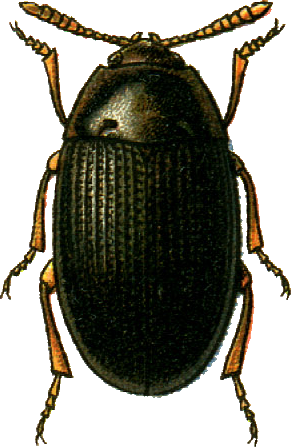
Mycetophagus ater, illustration de Gueorgui Jacobson (1905)

Mycetophagus ater est un petit Coléoptère, mesurant de 4,6 à 6 mm de long, au dessous coloré de brun foncé et au dessus de brun-noir à noir, éclairci sur les côtés, à la ponctuation bien apparente, aux fins poils roux et ne présentant pas de taches,.
Sa tête, en majeure partie noire, est densément ponctuée et pubescente de rougeâtre comme toute la surface. Ses antennes, également rouge-ferrugineux sont assez menues et unicolores. Leurs 5 derniers articles sont épaissis en massue. Le dernier article de ses palpes maxillaires n'est pas plus épais que l'avant-dernier,.
Son prothorax est près de trois fois aussi large que long, très fortement rétréci par devant, sa plus grande largeur étant située près de sa base et est aussi large ou presque que les élytres. Ses bords latéraux sont ferrugineux et non denticulés. Il est assez densément ponctué en dessus et orné d'une profonde fossette de chaque côté au devant de sa base,.
Ses pattes, colorées de rouge-ferrugineux, présentent une formule tarsale de 4-4-4 chez la femelle et 3-4-4 chez le mâle, caractéristiques typiques des Mycetophilidae. De plus, le premier article des tarses postérieurs est bien plus long que le dernier,.
Ses élytres sont un peu plus étroites dans leur base que celle du prothorax, puis élargies en gouttières latérales assez larges. Chacune d'entre elles est densément sillonnée de 10 lignes de points et grossièrement ponctuées dans les sillons. Leurs intervalles sont particulièrement bombés,.

## Espèce proche
Mycetophagus quadripustulatus, le Mycétophage quadrimaculé, est une espèce noire à tête rousse qui dans sa forme typique présente quatre taches jaunes sur ses élytres. Mais elles sont estompées dans sa forme noire, ce qui la rapproche de M. ater. Elle s'en distingue alors par ses élytres aux intervalles peu bombés et présentant une gouttière latérale étroite. De plus, sa pubescence est plus longue et bien plus rude que celle de son congénère. Enfin, elle présente onze lignes de points sur chacune de ses élytres contre dix chez M. ater, mais ce caractère assez difficile à vérifier.

## Écologie et répartition
M. ater est associé aux arbres morts sur pied de Charmes, de Chênes, de Frêne et d'autres feuillus. Des imagos ont été capturés sur le Polypore du bouleau et le Pleurote du Hêtre alors que ses larves ont été récoltées dans les sporophores de plusieurs espèces de Polypores telles que le Polypore brûlé, Daedaleopsis confragosa, Daedaleopsis tricolor, l'Amadouvier, le Polypore marginé, le Polypore hérissé, le Polypore soufré, le Polypore du bouleau et le Polypore écailleux. M. ater est donc une espèce saproxylophage et mycophage se développant dans le bois en décomposition comme dans les champignons lignicoles,,,.
Mycetophagus ater est une espèce sibérienne, également présente au Nord-Est de l'Europe dont la Russie et beaucoup plus rarement en Europe centrale et de l'Ouest. Dans ces deux dernières régions, elle est référencée à l'Est de l'Autriche, au Sud-Ouest de l'Allemagne et au Nord-Est de la France,. Il s'agit d'une espèce relictuelle et parapluie des forêts primaires européennes et est à ce titre déterminante des ZNIEFF.